# Devon Michaels
Devon Michaels (Chicago, 8 marzo 1969) è un'attrice pornografica statunitense.

## Biografia
È cresciuta a Peoria.
Laureatasi alla Bradley University di Peoria, prima di decidere di andare a New York, dove cominciò a esibirsi come ballerina esotica. Divenne una grande ballerina e ballò per molti club, in giro per tutti gli Stati Uniti.
Ha avuto una carriera nel campo del fitness e dello spogliarello, prima di decidere di entrare nel cinema porno. Il suo primo servizio su una rivista (pornografica) fu su Chéri nel 1990. È apparsa anche in magazine non pornografici, soprattutto di fitness, tra cui Ironman.
Il primo film pornografico di Michaels fu American dreams, girato nel 1995. In seguito ricevette numerose offerte per altri film del settore, ma la Michaels li rifiutò. Nel 2002 decise di fare il suo secondo film, Making it, realizzato dalla Wicked Pictures. Da allora ha girato più di 75 film per Wicked Pictures, Jill Kelly Productions, Vivid Entertainment, Sin City, e Digital Playground.
Da alcuni anni è attiva nel mondo del Wrestling erotico.

## Premi
- G-String Universe Award - 2002
- Golden G-String Award - 2001
- Exotic Dance Industry's Covergirl & Centerfold Model of the Year - 1999/2000
- Fitness Centerfold of the Year - 1999
- nominata: Covergirl and Centerfold of the Year - 1999
- nominata: Overall Entertainer of the Year - 1998
- Adult Entertainer of the Year - 1997/1998
- Adult Entertainment's Hottest Body - 1997/1998
- Galaxy's Most Beautiful Body - 1996/1997
- Ms. Nude Brunette World - 1996/1997
- Ms. Nude North America - 1995/1996
- North America's Most Beautiful Body - 1995/1996
- World's Hottest Body - 1995/1996

## Magazine per adulti
(Questa è una lista parziale)
- Hustler busty beauties - novembre 2003
- Score - novembre 2003
- Leg show - 2002
- D-Cup - gennaio 2001
- Gent - settembre 1999
- D-Cup - luglio 1999
- Leg sex - novembre 1998
- Rave - settembre 1998
- Petite - settembre 1998
- Oui - agosto 1998
- Oriental women - luglio - 1998
- Hustler's busty beauties - marzo 1998
- Showgirls - marzo 1998
- D-Cup - febbraio 1998
- Gent - novembre 1997
- Easy rider - luglio 1997
- Stag - marzo 1997
- Bust out - marzo 1997
- Gent - dicembre 1996
- Nugget - ottobre 1996
- Big tops - ottobre 1996
- Score - agosto 1996
- Bust out - febbraio 1996
- Best of chéri - febbraio 1996
- Fox - 1995
- Bust out - novembre 1995
- Showgirls - novembre 1995
- Chéri - novembre 1995
- Hawk - marzo 1995
- Chéri - marzo 1995
- Swank - febbraio 1995

## Fitness Magazines e altre pubblicazioni
(Questa è una lista parziale)
- American Curves - settembre 2003
- Ironman's Best of Bikinis - luglio 2003
- Musclemag's Swimsuits Only - edizione speciale - Estate 2001
- Ironman's Wet and Wild Swimsuit Issue - ottobre 2000
- Calendario: Ironman's 2000 (2 mesi) - gennaio 2000
- Ironman's Swimsuit Issue (copertina) - febbraio 2000
- Girls of the Arnold Classic Calendar (Miss ottobre) - 2000
- 2000 Timeless Beauties Girls of the Millennium Calendar (Miss gennaio)
- Pump Bodybuilding - maggio/giugno 1999
- Pump Bodybuilding - gennaio/febbraio 1999
- Pump 1999 Girls of MSA Bikini Calendar (Miss giugno)
- Muscle Mag - marzo 1998
- Flashback 1998 Calendar - fotografata da Phillip Wong
- Vivid - copertina e altre 4 pagine di interviste e articoli
- Sundown Adult Newspaper
- Exotic Dancer and Exotic Dancer Quarterly
- Full Metal Femme